# 다우데이타
주식회사 다우데이타(영어: Daou Data)는 다우키움그룹 계열의 소프트웨어 기업이다.

## 논란
다우키움그룹 오너의 친형이 주가 조작 사건 후 하한가 폭락 전 대량 매도하여 논란이 있었다.